# Savissivik
Savissivik (tidligere stavemåde: Savigsivik) er en grønlandsk bygd i Avannaata Kommune. Bygden ligger ca. 190 km syd for Qaanaaq på Meteoritø i den nordvestlige del af Melville Bugt. Der er ca. 62 indbyggere i Savissivik (2014).
På grønlandsk betyder Savissivik "stedet hvor du finder jern" (savik: kniv [af jern]), hvilket henviser til de mange meteoritter, der er fundet i området. Bygden kaldes også Havighivik på det lokale Thulesprog Inuktun.
På Hayes Halvø ved Kap York ca. 40 km vest for Savissivik fandt Robert Peary i 1894 på sin anden ekspedition meteoritten Ahnighito på ca. 31 ton. Den blev solgt for 40.000 USD til American Museum of Natural History i New York, hvor den er udstillet som Cape York Meteorite. I samme område blev den 20 ton store meteorit Agpalilik fundet i 1968 og bragt til Geologisk Museum i København. Den er verdens 6. største meteorit. En del af en mindre meteorit kan ses på Qaanaaq Museum.
Savissivik, der blev anlagt som udsted i 1934, er en traditionel grønlandsk bygd med træbelagte stier og typiske grønlandske selvbyggerhuse. Indbyggerne lever hovedsageligt af jagt og fiskeri. Undtagelserne er bl.a. en skolelærer, en kommunalarbejder og en butiksbestyrer.
Det store fuglefjeld bag bygden rummer store kolonier af søkonger, og fuglefangst er sammen med sælfangst den vigtigste indtægtskilde. Der fanges også narhval, isbjørn, mv.
Der er et servicehus med kommunekontor, forsamlingshus, offentlig bad og vask, elværk og vandværk. Folkeskolen Piitaaqqap Atuarfia, som også fungerer som bygdens bibliotek, har plads til otte elever fra 1. til 7. klasse. Savissivik Kirke er bygget i 1962 og har 75 siddepladser. KNI driver bygdens nærbutik. Forsyninger til bygden kommer året rundt med helikopter til Savissivik Helistop – om sommeren også med skib.